# Catálogo de astrógrafos CCD de USNO
El Catálogo de astrógrafos CCD de USNO (en inglés: USNO CCD Astrograph Catalog, UCAC) es un catálogo de estrellas astrométricas del Observatorio Naval de los Estados Unidos.

## Ediciones
- UCAC-1: La primera edición preliminar, publicada en marzo de 2000, proporciona las posiciones y movimientos propios de más de 27 millones de estrellas en el hemisferio sur en el rango de brillo 8-16.
- UCAC-2: El segundo número fue publicado por la Asamblea General de la Unión Astronómica Internacional (IAU) en Sidney (2003) e incluye posiciones y movimientos propios de unos 50 millones de estrellas.
- UCAC-3: La tercera edición fue publicada en la Asamblea General de la IAU en Río de Janeiro (agosto de 2009).
- UCAC-4: La cuarta edición se publicó en agosto de 2012. Desde la primavera de 2015, el sucesor URAT está disponible.
- UCAC-5 La quinta edición se publicó en febrero de 2017.[1][2]